# 夢・音楽館
夢・音楽館（ゆめ おんがくかん）は、2003年4月1日から2005年3月10日NHKデジタル衛星HVで放送された日本の音楽番組である。番組時間は30分で、NHK総合では2003年4月3日から放送された。

## 概要
毎週1 - 4組のアーティストがゲストとして登場し、館主・桃井かおりとトークを繰り広げ、歌を披露した。NHKデジタル衛星HVでは初回のみ午後5:20に番組が始まり第2回以降は午後2時台に放送。2005年3月8日に放送終了している。2003年4月16日から放送を始めたNHK衛星第2テレビジョンでは午後2時台に放送を続け、2005年3月16日最終回。総合テレビはカラー放送、映像アスペクトはノーマル、ステレオモードである。午後11時台に行われ、2004年12月16日まで。2004年7月29日から翌年1月27日まではデジタル総合1に移った。
第1回放送のゲストは、甲斐よしひろとキンモクセイ。
後継番組として中村雅俊がMCを務める「音楽・夢くらぶ」がNHKデジタル衛星ハイビジョンで放送された。
終了10年以上後にチャンネル銀河で放送された。

## 出演者
- 桃井かおり（館主）
- イッセー尾形（館主代理）
- 中村雅俊（館主代理）

桃井が映画撮影のため渡米した間、2004年10月から2005年2月初めの放送分はこの二人が交代で司会を務めた。

### ゲスト
2003年 NHKデジタル衛星ハイビジョン、NHK総合、NHK衛星第2テレビジョン
4月 甲斐よしひろ、キンモクセイ; 鈴木雅之、和田アキ子; Char、小柳ゆき; 葉加瀬太郎、一青窈、柴田淳
5月 長渕剛;  森山良子、BEGIN; 石井竜也、skoop on somebody、渡辺真知子; 宇崎竜童、中西圭三; 中村雅俊、ゴーイング・アンダー・グラウンド
6月 高橋真梨子; 綾戸智絵、原信夫とシャープス＆フラッツ; 上田正樹、杏子; 渡辺貞夫、SING LIKE TALKING
7月 クレイジーケンバンド、オリジナル・ラヴ;  海援隊、山本潤子; 杏里、押尾コータロー
8月 岩崎宏美、寺井尚子
9月 ハウンド・ドッグ、小柳ゆき; 五輪真弓、クミコ;  加藤登紀子、夏川りみ; 世良公則、野村義男
10月  THE ALFEE、かまやつひろし; 吉田美奈子、Lyrico; 矢沢永吉; 矢沢永吉スペシャル (2)
11月  ケイコ・リー、SING LIKE TALKING; 石川セリ、CHARA; 忌野清志郎、ザ・ゴールデン・カップス
12月 谷村新司、鈴木聖美、Gackt
2004年 NHKデジタル衛星ハイビジョン、NHK総合、NHK衛星第2テレビジョン
1月 Char、工藤静香; 大貫妙子、Bird; 白鳥英美子、太田裕美; 南佳孝、マリーン
2月 大橋純子、小林桂; ジョー山中、もんたよしのり; 原田真二、古内東子; 宮沢和史、オルケスタ・デ・ラ・ルス
3月 研ナオコ、ゴスペラーズ; ASKA
4月 PUFFY、鈴木雅之、藤井隆; 大黒摩季、TOKU; 南こうせつ、キンモクセイ 
5月 亀渕友香、ザ・ボイス・オブ・ジャパン (VOJA) 、SAKURA、CORE OF SOUL; 小椋佳、コブクロ、チェン・ミン、白鳥マイカ; 一青窈、coba; ハウンド・ドッグ、大西ユカリ
6月 藤井フミヤ; 松浦亜弥; 玉置浩二
7月 小曽根真、BEGIN;  スターダスト・レビュー、Skoop On Somebody、上戸彩;  KONISHIKI、GONTITI
8月 (なし)
9月 夏川りみ、古謝美佐子; 宇崎竜童、辛島美登里; ゆず;  アルベルト、パパイヤ鈴木、Lyrico;  杏里、角松敏生 
10月 Vo Vo Tau、a．mia、一十三十一; ムーンライダーズ、島谷ひとみ; 上原ひろみ、矢野顕子、イッセー尾形 (司会); ケイコ・リー、鈴木雅之、イッセー尾形 (司会) 
11月 中島美嘉、小沼ようすけ、イッセー尾形 (司会); 忌野清志郎、田島貴男 (オリジナル・ラヴ)、中村雅俊 (司会); 小椋佳、ゴスペラーズ、中村雅俊 (司会); 平原綾香、久石譲、イッセー尾形 (司会) 
12月 DREAMS COME TRUE、中村雅俊 (司会); 矢井田瞳、アコースティック・パーシャ、中村雅俊 (司会) 
2005年 NHKデジタル衛星ハイビジョン、NHK衛星第2テレビジョン
1月 岩崎宏美、岡本真夜、西村由紀江、中村雅俊 (司会); さだまさし、岡村孝子、イッセー尾形 (司会); 鈴木聖美、Crystal Kay、イッセー尾形 (司会); ソング・フォー・メモリーズ、クミコ、イッセー尾形 (司会)
2月 吉川晃司、寺井尚子、イッセー尾形 (司会); 五輪真弓、ティンクティンク; 槇原敬之; Gackt、渡辺香津美 
3月 渡辺真知子、稲垣潤一; 東京スカパラダイスオーケストラ、CHEMISTRY、リナ・パーク

### 注
1. ↑  NHK で2003年4月1日放送。曲目＝HERO (ヒーローになる時、それは今); 二人のアカボシ; 漂泊者 アウトロー; 同じ空の下で; 花、太陽、雨[3]。
2. ↑  第2回放送分より、一部の回をNHKアーカイブスで公開している[4]。
3. ↑  NHKで 2003年4月22日放送。曲目＝もらい泣き; 隣の部屋; 風の子供たち; 大家 (ダージャー); ため息[5]。
4. ↑  NHK で2003年11月13日放送。曲目＝New York State Of Mind～ニューヨークの想い～; The Moment of Love; 離れずに暖めて; The Wonder of Love; Hello[6]。
5. ↑  Char率いるバンドのメンバーは澤田浩史 (ベース)、嶋田吉隆 (ドラムス)。曲目＝嵐の素顔; 慟哭; Smoky; 黄砂に吹かれて; Save It For A Rainy Day[7]。
6. ↑  NHK で2004年7月29日放送。曲目＝KAIMANA・HILA; SANOE; My Favorite Things; IF; cora; 動物達集まる-Hilo-[8]。
7. ↑  2005年01月27日分はデジタル総合1で放送[1]。